# Аргайл (Техас)
Аргайл (англ. Argyle) — місто (англ. city) в США, в окрузі Дентон штату Техас. Населення — 4403 особи (2020).

## Географія
Аргайл розташований за координатами 33°6′18″ пн. ш. 97°10′44″ зх. д. / 33.10500° пн. ш. 97.17889° зх. д. (33.105108, -97.179017).  За даними Бюро перепису населення США в 2010 році місто мало площу 29,62 км², з яких 29,50 км² — суходіл та 0,12 км² — водойми.

## Демографія
Згідно з переписом 2010 року, у місті мешкали 3282 особи в 1083 домогосподарствах у складі 925 родин. Густота населення становила 111 осіб/км².  Було 1145 помешкань (39/км²).
Расовий склад населення:
| - 95,9 % — білих - 0,6 % — азіатів - 0,5 % — корінних американців - 0,3 % — чорних або афроамериканців - 1,4 % — осіб інших рас |

До двох чи більше рас належало 1,3 %. Частка іспаномовних становила 5,6 % від усіх жителів.
За віковим діапазоном населення розподілялося таким чином: 30,0 % — особи молодші 18 років, 61,6 % — особи у віці 18—64 років, 8,4 % — особи у віці 65 років та старші. Медіана віку мешканця становила 41,9 року. На 100 осіб жіночої статі у місті припадало 96,3 чоловіків;  на 100 жінок у віці від 18 років та старших — 92,9 чоловіків також старших 18 років.
Середній дохід на одне домашнє господарство  становив 135 816 доларів США (медіана — 107 333), а середній дохід на одну сім'ю — 145 265 доларів (медіана — 112 034). Медіана доходів становила 97 026 доларів для чоловіків та 49 167 доларів для жінок. За межею бідності перебувало 2,9 % осіб, у тому числі 1,4 % дітей у віці до 18 років та 1,1 % осіб у віці 65 років та старших.
Цивільне працевлаштоване населення становило 1879 осіб. Основні галузі зайнятості: освіта, охорона здоров'я та соціальна допомога — 25,0 %, науковці, спеціалісти, менеджери — 14,8 %, виробництво — 8,1 %, фінанси, страхування та нерухомість — 7,9 %.